# Lutz de la Crotz Auta
Lus-la-Croix-Haute és un municipi francès situat al departament de la Droma i a la regió d'Alvèrnia-Roine-Alps. L'any 2007 tenia 489 habitants.

## Demografia

### Població
El 2007 la població de fet de Lus-la-Croix-Haute era de 489 persones. Hi havia 232 famílies de les quals 80 eren unipersonals (55 homes vivint sols i 25 dones vivint soles), 76 parelles sense fills, 59 parelles amb fills i 17 famílies monoparentals amb fills.
La població ha evolucionat segons el següent gràfic:
Habitants censats

### Habitatges
El 2007 hi havia 679 habitatges, 231 eren l'habitatge principal de la família, 415 eren segones residències i 33 estaven desocupats. 465 eren cases i 207 eren apartaments. Dels 231 habitatges principals, 157 estaven ocupats pels seus propietaris, 50 estaven llogats i ocupats pels llogaters i 23 estaven cedits a títol gratuït; 3 tenien una cambra, 22 en tenien dues, 56 en tenien tres, 59 en tenien quatre i 91 en tenien cinc o més. 178 habitatges disposaven pel capbaix d'una plaça de pàrquing. A 134 habitatges hi havia un automòbil i a 80 n'hi havia dos o més.

### Piràmide de població
La piràmide de població per edats i sexe el 2009 era:
| Homes | Edats   | Dones |
| ----- | ------- | ----- |
| 8     | 95 o +  | 0     |
| 4     | 90 a 94 | 0     |
| 4     | 85 a 89 | 4     |
| 12    | 80 a 84 | 4     |
| 4     | 75 a 79 | 8     |
| 4     | 70 a 74 | 8     |
| 12    | 65 a 69 | 32    |
| 28    | 60 a 64 | 12    |
| 12    | 55 a 59 | 16    |
| 12    | 50 a 54 | 16    |
| 16    | 45 a 49 | 12    |
| 24    | 40 a 44 | 20    |
| 16    | 35 a 39 | 16    |
| 12    | 30 a 34 | 8     |
| 4     | 25 a 29 | 12    |
| 12    | 20 a 24 | 8     |
| 8     | 15 a 19 | 16    |
| 12    | 10 a 14 | 8     |
| 12    | 5 a 9   | 16    |
| 16    | 0 a 4   | 12    |

## Economia
El 2007 la població en edat de treballar era de 286 persones, 205 eren actives i 81 eren inactives. De les 205 persones actives 183 estaven ocupades (106 homes i 77 dones) i 23 estaven aturades (5 homes i 18 dones). De les 81 persones inactives 27 estaven jubilades, 12 estaven estudiant i 42 estaven classificades com a «altres inactius».

### Ingressos
El 2009 a Lus-la-Croix-Haute hi havia 224 unitats fiscals que integraven 494,5 persones, la mediana anual d'ingressos fiscals per persona era de 14.567 €.

### Activitats econòmiques
Dels 46 establiments que hi havia el 2007, 1 era d'una empresa alimentària, 2 d'empreses de fabricació d'altres productes industrials, 5 d'empreses de construcció, 8 d'empreses de comerç i reparació d'automòbils, 4 d'empreses de transport, 11 d'empreses d'hostatgeria i restauració, 2 d'empreses d'informació i comunicació, 3 d'empreses immobiliàries, 1 d'una empresa de serveis, 8 d'entitats de l'administració pública i 1 d'una empresa classificada com a «altres activitats de serveis».
Dels 11 establiments de servei als particulars que hi havia el 2009, 1 era una gendarmeria, 1 oficina de correu, 1 taller de reparació d'automòbils i de material agrícola, 2 fusteries, 1 lampisteria, 1 electricista i 4 restaurants.
Dels 5 establiments comercials que hi havia el 2009, 1 era una botiga de menys de 120 m², 1 una fleca, 1 una carnisseria, 1 una botiga de material esportiu i 1 una floristeria.
L'any 2000 a Lus-la-Croix-Haute hi havia 22 explotacions agrícoles que ocupaven un total de 860 hectàrees.

## Equipaments sanitaris i escolars
El 2009 hi havia una escola elemental.

## Poblacions més properes
El següent diagrama mostra les poblacions més properes.